# 保護地域

各国の保護地域の百分率を示す世界地図（2005年のデータ）
その国の国土の0–3.9%が保護地域
その国の国土の3.9–11.3%が保護地域
その国の国土の11.3–22.7%が保護地域
その国の国土の22.7–41.8%が保護地域
その国の国土の41.8–72.3%が保護地域
データなし

保護地域（ほごちいき、英語: Protected areaまたはConservation area）は保護区（ほごく）とも呼ばれていて、自然的、生態学的、または文化的価値のために保護を受ける場所である。

## 概要
保護地域は、認識されている自然的、生態学的、または文化的価値のために保護を受ける場所である。保護地域にはいくつかの種類があり、各国の施行法や関係する国際機関の規制によって保護レベルが異なる。しかし、一般的に言えば、保護地域とは、人間の存在または少なくとも天然資源（薪、非木材林産物、水など）の開発が制限されている地域であると理解されている。
「保護地域」という用語には、海洋保護地域（Marine protected area）も含まれ、その境界内には一部の海域がある。また、保護および経済的目的で地域内の境界を取り除く複数の国と重複する越境保護地域（Transboundary protected area）もある。世界には161,000を超える保護地域があり（2010年10月現在）、毎日追加されており、世界の土地表面積の10〜15パーセントに相当する。

## 定義
地域的および世界的な枠組み全体で広く受け入れられている定義は、国際自然保護連合（IUCN）によって、保護地域の分類ガイドラインで提供されている。定義は次のとおりである。
関連する生態系サービスと文化的価値を伴う自然の長期的な保全を達成するために、法的またはその他の効果的な手段を通じて認識、専用、管理された、明確に定義された地理的空間。

## IUCNによる保護地域カテゴリー
現在、国際自然保護連合は保護地域に対して、以下のようなカテゴリー化を行っている。
- カテゴリー Ia - 厳正保護地域
- カテゴリー Ib - 原生自然地域
- カテゴリー II - 国立公園
- カテゴリー III - 天然記念物
- カテゴリー IV - 種と生息地管理地域
- カテゴリー V - 景観保護地域
- カテゴリー VI - 資源保護地域

## 参照項目
- 生物圏保護区
- 越境保護地域（英語版） - 国境を跨ぐ形で繋がっているものを指す。大陸部に位置する国家に多く、保護地域の中では特殊な部類とされている。英略はTBPA